# Hidasnémeti
Hidasnémeti là một thị trấn thuộc hạt Borsod-Abaúj-Zemplén, Hungary. Thị trấn này có diện tích 16,11 km², dân số năm 2010 là 1099 người, mật độ 68 người/km².